# Christoffer Carlsson
Christoffer Carlsson (ur. 1986 w Halmstad) – szwedzki kryminolog, nauczyciel akademicki i pisarz, autor powieści kryminalnych.

## Życiorys
Obronił doktorat i wykłada na Wydziale Kryminalistyki Uniwersytetu Sztokholmskiego. Jest autorem licznych prac naukowych z zakresu kryminalistyki. Jako pisarz zadebiutował w 2010. Jest autorem cyklu czterech powieści o śledczym Leo Junkerze. Pierwsza część z cyklu, Niewidzialny człowiek z Salem (2013), została uhonorowana wieloma nagrodami, w tym Nagrodą za najlepszą szwedzką powieść kryminalną (2013). W 2014 był nominowany do nagrody Szklany Klucz Skandynawskiego Stowarzyszenia Kryminalnego.

## Publikacje książkowe (wybór)

### Cykl Leo Junker[3]
- 2013: Niewidzialny człowiek z Salem
- 2014: Przed upadkiem
- 2015: Kłamca i jego kat
- 2017: Cienka niebieska linia